# Río (película)

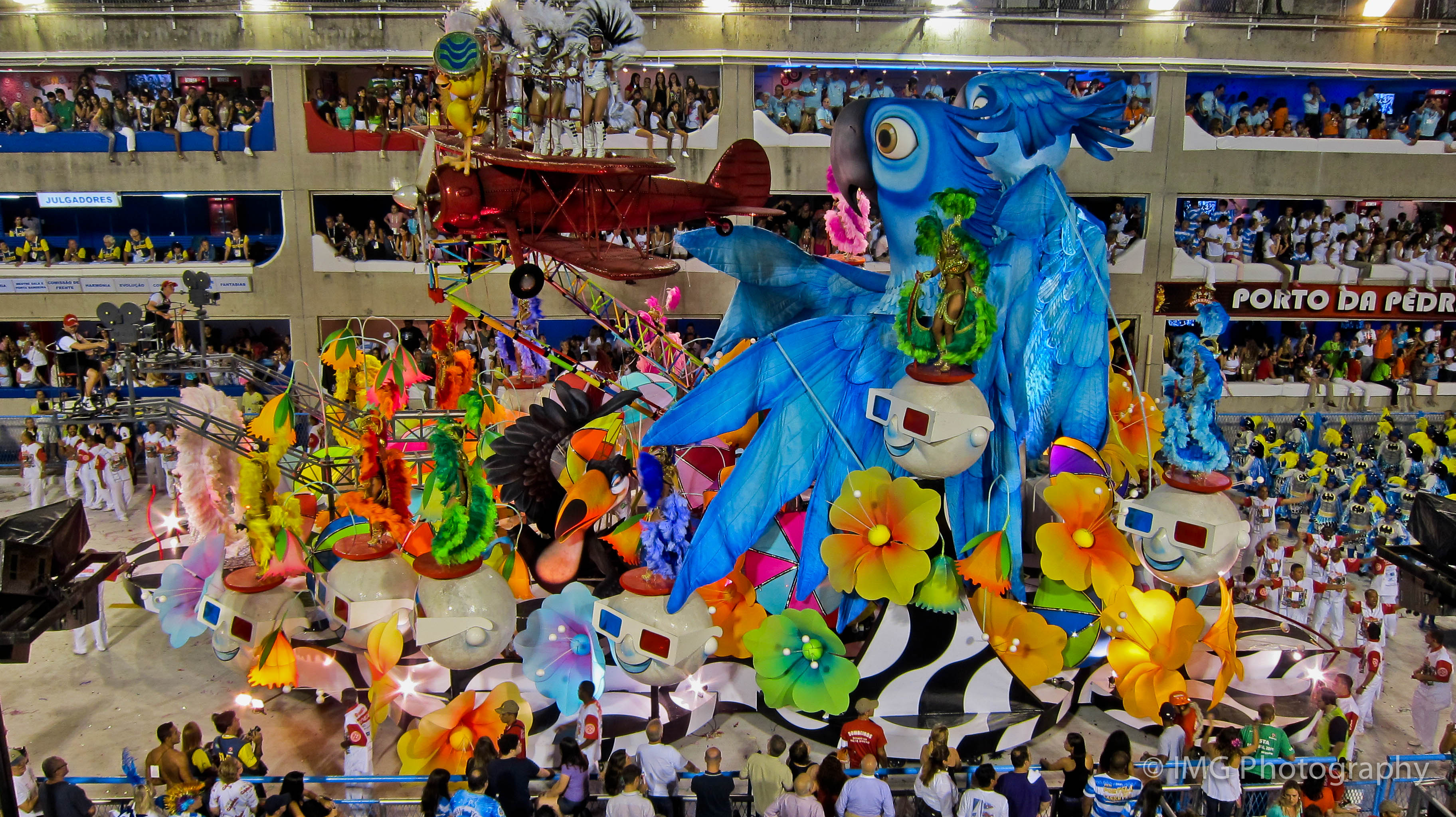
Carnaval de Río de Janeiro, 2011.

Río es una película estadounidense de animación y romance de 20th Century Fox y Blue Sky Studios, dirigida por Carlos Saldanha y escrita por Don Rhymer. Los personajes son interpretados por Jesse Eisenberg, Anne Hathaway, Rodrigo Santoro, will.i.am, Jamie Foxx, Tracy Morgan, George López, Leslie Mann, Jemaine Clement, Carlos Ponce y Francisco Ramos. Fue lanzada el 15 de abril de 2011. Esta es la sexta película de Blue Sky Studios.
Esta fue la primera película de Blue Sky Studios para ser filmada en su proporción 2.40:1 aspecto Cinemascope, y la primera película de animación de 20th Century Fox que se filmó en relación de 2.40:1 desde Titan A.E. (2000).
En desarrollo desde hace años, Río es considerada "el proyecto y sueño de Saldanha nacido en Brasil". Cuenta la historia de Blu (Eisenberg), un guacamayo de Spix macho domesticado que es llevado a Río de Janeiro para aparearse con una hembra de espíritu libre, la guacamaya de Spix, Perla (Hathaway). Los dos eventualmente se enamoran, y juntos tienen que escapar de ser contrabandeados por Nigel (Clement), una cacatúa. 
Rio tuvo su estreno en Río de Janeiro, seguido de su estreno general el 15 de abril de 2011, por 20th Century Fox. La película recibió críticas generalmente positivas de los críticos de cine, quienes elogiaron las imágenes, la actuación de voz y la música. La película también fue un éxito de taquilla, recaudando más de $143 millones en los Estados Unidos y $484 millones en todo el mundo. La película fue nominada al Oscar a la mejor canción original por la canción "Real in Rio" en los 84.ª edición de los Premios Óscar, pero perdió ante "Man or Muppet" de Los Muppets. En 2012, se anunció que la secuela Río 2 se estrenaría el 11 de abril de 2014. La película fue relanzada en Estados Unidos el 9 de abril de 2021 por su décimo aniversario. La película recaudó más de $ 484 millones contra un presupuesto de $ 90 millones, lo que la convirtió en la decimotercera película más taquillera de 2011.

## Argumento

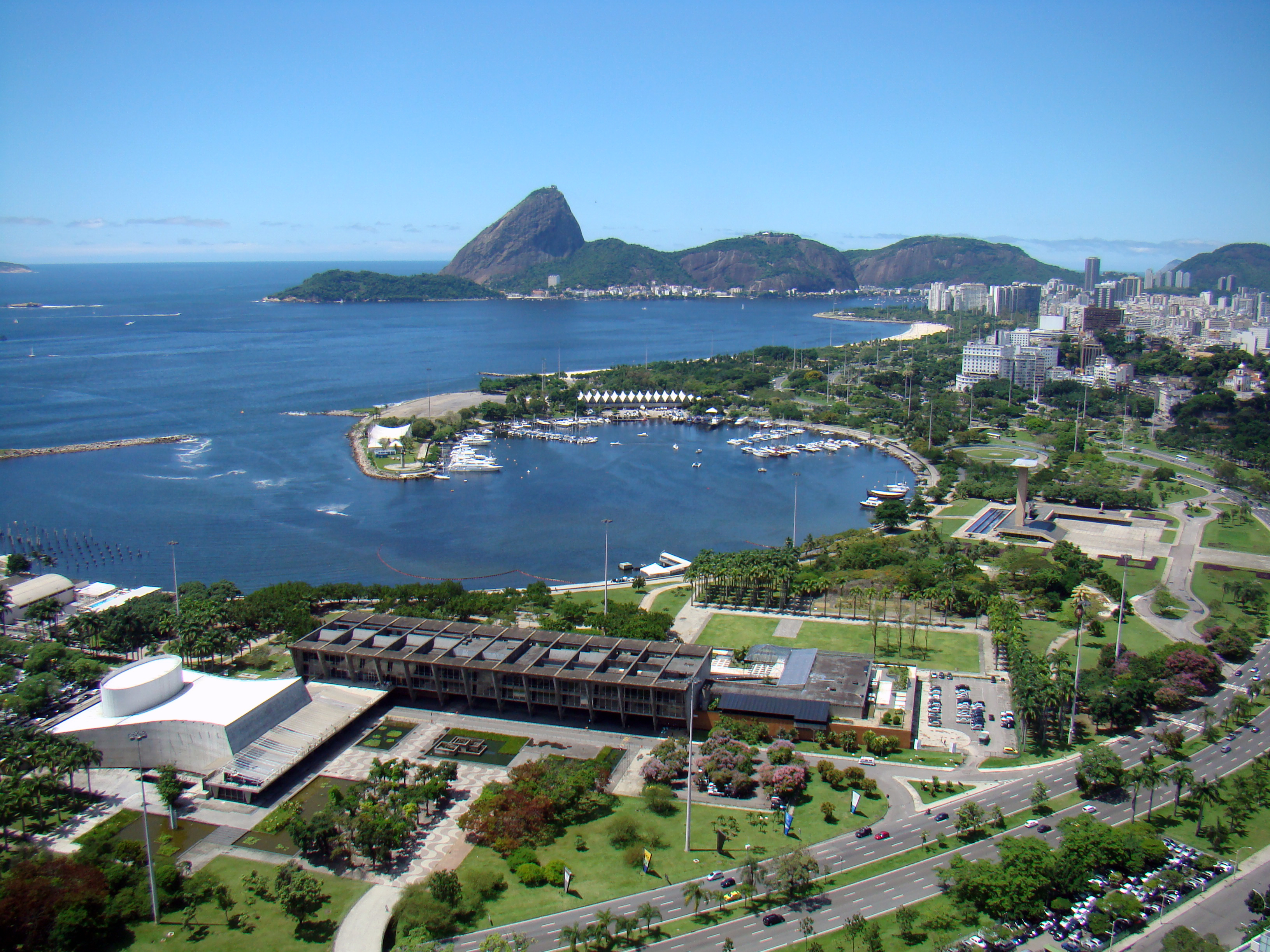
Río de Janeiro es una de las ciudades más grandes de América, con más de 12 millones de habitantes en su conurbación, cuyo escenario fue usado para la trama de la película.

En Río de Janeiro, Brasil, las aves cantan y bailan alegremente. Entre todas, un polluelo de guacamayo azul ve a las demás aves volar libremente, pero cuando está a punto de dar un salto al vuelo, varias aves son capturadas y enjauladas, lo que hace que el pequeño guacamayo caiga de un árbol y sea capturado junto a todas las otras aves, que son llevadas a Moose Lake, Minnesota, Estados Unidos. Ahí, la caja que llevaba al guacamayo azul se cae por accidente del camión en el que se transportaba. Luego es encontrado por una chica llamada Linda, que lo adopta y lo llama Blu.
Después de 15 años, Linda es dueña de una librería y Blu se comporta como un humano, tanto que aún no ha desarrollado su habilidad de vuelo, pero ha aprendido muchas habilidades humanas no muy comunes en un ave. Un día, un ornitólogo llamado Túlio Monteiro (Julio Monteiro en Latinoamérica) llega a la librería de Linda y le dice a ésta que ha viajado miles de kilómetros buscando a Blu, ya que hasta donde sabe, es el último macho de su especie, por lo que debe viajar a Río de Janeiro para que se aparee con la última hembra, que allá se encuentra. Linda y Blu no se convencen al principio, pero Túlio le pide a Linda que lo piense y le da su número. En la noche, Blu hace un intento de volar, pero fracasa por su miedo. Linda decide al final ir a Río con Blu, pensando que sería lo mejor para él.
Ya en Brasil, Blu conoce a un canario llamado Nico y a un cardenal de copete rojo llamado Pedro, quienes le dan consejos amorosos para conquistar a una chica. Unos bailarines van pasando por las calles y Túlio le dice a Linda que se trata del carnaval de Río, una de las fiestas más famosas del mundo. En el laboratorio en el que trabaja Túlio, encierran a Blu en un aviario, donde conoce a Perla, una hermosa guacamaya azul y al instante, se enamora de ella, pero Perla no se impresiona al conocerlo, ya que lo único que piensa es en escapar del aviario. Blu, siguiendo los consejos de Nico y Pedro, intenta besar a Perla, creyendo que eso es lo que ella quería, pero esto causa que se enfade y que lo ataque. Luego, ambos terminan peleando. 
Linda y Túlio salen a cenar y dejan a las aves a cargo de un guardia llamado Silvio. Más tarde, Pepillo, una cacatúa que se hacía pasar por un ave enferma en el laboratorio de Túlio, ataca a Silvio con un pañuelo que contenía formol y lo deja inconsciente. Luego Pepillo abre la puerta y deja entrar a un niño pobre llamado Fernando y secuestra a Blu y a Perla y se va con Pepillo. Linda y Túlio son avisados del robo de las aves mientras cenaban, por lo que los empiezan a buscar por toda la ciudad. Fernando lleva a Blu y Perla a la guarida de Marcel y sus secuaces, Armando y Tipa, unos traficantes de aves que le pagan a Fernando por haber robado a los guacamayos azules, a los cuales planean vender fuera del país, por lo que los encadenan de las patas y las encierran en una habitación con muchas otras aves robadas. Marcel se va y deja a sus secuaces a cargo de las aves, pero éstos están atentos en la televisión viendo un partido de fútbol entre la selección de Brasil y la de Argentina. Pepillo les explica a Blu y a Perla que hace años, un loro le quitó el puesto de un programa de televisión y que por ello, se volvió malo y empezó a robar aves exóticas. Perla intenta escapar desesperadamente de la jaula, hasta que Blu, estando ya tan acostumbrado a ellas, la abre sin esfuerzo. Perla sale volando, pero estando encadenada a Blu, quien le confiesa que todavía no sabe volar, ambos se ven obligados a escapar a pie. Logran escapar de los traficantes y de  Pepillo, quien se choca contra un transformador y cae en un gallinero, mientras Blu y Perla se pierden en la Reserva biológica de Tinguá. El apagón provocado por Pepillo hace que la electricidad en todo Río sea interrumpida por el corto circuito, momentos antes de que Brasil anotara el gol frente a Argentina y el partido se suspende hasta que la electricidad sea restablecida.
Al día siguiente, Fernando, arrepentido de haber robado a las aves, conoce a Linda y a Túlio, decidiendo ayudarlos a encontrar a los guacamayos. Blu y Perla intentan romper la cadena que llevan en las patas, pero no lo consiguen, y posteriormente conocen a Rafael, un tucán toco quien se ofrece a Blu y a Perla para ayudarlos a ir con Luis, un amigo suyo que les podría quitar la cadena a los guacamayos. Aunque su irritante esposa Eva lo prohíbe, Rafael logra convencerla seduciéndola. Rafael trata de enseñarle a Blu a volar, pero el intento resulta terriblemente mal, por lo que el grupo se sube a una camioneta que los llevará con Luis. Mientras tanto, Linda, Túlio y Fernando se van quedando sin tiempo para encontrar a las aves, ya que las calles se están cerrando debido al carnaval.
Pepillo contrata a unos monos tití ladrones para que lo ayuden a encontrar a Blu y a Perla, amenazándolos con lanzarlos hacia el suelo desde gran altura. Mientras, el grupo de aves llega al destino y se encuentran con Nico y Pedro, quienes les dicen que Luis se fue en un tranvía y que para llegar con él tendrían que tomar el siguiente, por lo que mientras tanto, van con Blu y Perla a un club de samba, donde Nico y Pedro cantan Hot Wings y Blu empieza a bailar, y termina bailando con Perla, quien descubre que está enamorada de Blu y justo cuando ambos están a punto de besarse, los monos tití irrumpen la fiesta y obligan a Blu y a Perla a ir con ellos, pero todo esto termina en una pelea de aves contra monos. Las aves logran derrotar a los monos, y Blu y Perla logran escapar con la ayuda de una espátula rosada al tranvía acompañados de Rafael, Nico y Pedro.
Linda, Túlio y Fernando llegan a la guarida de los contrabandistas, solo para ver que las aves no están y ya fueron transportadas, entonces Fernando les confiesa a Túlio y a Linda que fue él quien robó a los guacamayos. Los contrabandistas llegan y se encuentran con Fernando y le dicen a este que están construyendo un carro alegórico para poder pasar infiltrados en el carnaval y llegar al aeropuerto con las aves, ya que se les hacía imposible llegar por otras calles ya que estarán todas cerradas, entonces Fernando acompaña a los contrabandistas y Linda y Tulio, quienes escucharon los planes de los contrabandistas estando escondidos, van al desfile para detenerlos. Mientras,  Pepillo ve que los monos que contrató no fueron de mucha ayuda para capturar a las aves y decide atraparlos él mismo.
En el tranvía, Rafael le dice a Blu que se acerque a Perla y que exprese sus sentimientos por ella, pero los intentos de Blu para poder hacerlo solo causa unos momentos torpes con ella, aunque Perla sabía lo que intentaba hacer. Al llegar al taller de Luis, Perla se sorprende al saber que él es un bulldog con unos problemas de saliva. Luis intenta romper la cadena de Blu y Perla con una sierra, pero esto no resulta, de hecho, casi termina matando a Blu. Pero la cadena queda trabada en la boca de Luis y su saliva lubrica las patas de los guacamayos, liberándolos. Perla está feliz de ser libre y poder volar nuevamente, pero por otro lado, Blu se entristece un poco al saber que tendrían que separarse. Perla, a quien Blu le había agarrado bastante afecto, intenta convencerlo para que se quede con ella en la selva, pero Blu piensa que el no saber volar le impide estar con Perla, y después de una discusión, ambos se separan. Mientras Perla se aleja llorando, Nico y Pedro la siguen para luego ver que  Pepillo la captura y se la lleva al carnaval. Nico y Pedro les informan a Blu y Rafael que Perla fue capturada. Entonces Blu decide ir a rescatarla junto con Nico, Pedro y Rafael, montando en Luis al carnaval.
En el carnaval, los contrabandistas venían en un carro alegórico de gallina mal hecho, al aeropuerto con todas las aves en él, incluyendo a Perla, a quien Pepillo dice que la está usando como cebo para atraer a Blu, lo que preocupa a Perla. Linda y Túlio llegan en la motocicleta al carnaval y se disfrazan de bailarines para frustrar los planes de los contrabandistas, pero un organizador del desfile piensa que Linda es una verdadera bailarina y la sube a una carroza, para que luego baile a la vista de todo el público. Blu y los demás llegan al desfile y buscan el carro de los contrabandistas. Luis se distrae y Blu se ve obligado a seguir solo en patineta hasta llegar al carro, en donde trata de liberar a Perla, pero Pepillo lo atrapa y lo enjaula, al igual que Rafael, Nico y Pedro. Los contrabandistas llegan al aeropuerto, Linda y Tulio los siguen en un carro alegórico de guacamayo y casi chocan con el avión de los traficantes, pero llegan tarde, ya que los contrabandistas logran despegar y escapar en un avión Short SC.7 Skyvan.
En el avión, Blu logra escapar de su jaula, libera a Perla y juntos a las demás aves. Blu abre la compuerta del avión, los contrabandistas se dan cuenta, entonces Marcel intenta abrir la puerta pero está bloqueada con las jaulas, en ese momento, todas las aves escapan, excepto Perla, que sabe que Blu todavía tiene miedo a volar y se queda para calmarlo. Sin embargo y de forma repentina  Pepillo se aparece y ataca a Blu, tratando de asfixiarlo, pero rápidamente Perla se lanza sobre él en un intento ayudarlo, sin embargo Pepillo la empuja contra la pared, provocando que una jaula caiga sobre su ala izquierda, lastimándola. Sin embargo Blu rápidamente se las ingenia para enganchar un extintor a la pata de Pepillo provocando que este salga expulsado fuera del avión y que posteriormente sea alcanzado por una de las hélices, quedando casi sin plumas. Al ver que el avión esta a punto de estrellarse debido al fallo del motor causado por el impacto de Pepillo, Marcel, Armando y Tipa se lanzan de él; por otro lado Perla, sin poder volar por su herida, cae del avión. Blu se deja caer para rescatar a Perla, quien se sorprende al ver lo que hizo. Blu se da cuenta de que el amor que siente por Perla es más grande que su miedo a volar y Perla, conmovida, lo besa mientras caen, lo que le da la motivación suficiente a Blu para abrir sus alas, sienta el latido de su corazón,  y consiga volar, salvando la vida de Perla y a sí mismo a la vez.
Blu lleva a Perla con Linda y Tulio, quienes la curan de su herida poco tiempo después y Blu se une a ella en la naturaleza, despidiéndose de Linda. Blu y Perla son pareja y terminan siendo padres de tres hijos y lo celebran en la selva junto a sus amigos bailando y cantando. Mientras tanto Pepillo sobrevive al accidente, pero termina malherido y desplumado, lo que aprovecha que el mono tití para sacarle fotos y burlarse de él. En los créditos, se muestra que Marcel, Armando y Tipa son encarcelados, mientras que Linda y Túlio adoptan a Fernando.

## Elenco de voces
- Jesse Eisenberg como Blu: Un guacamayo azul ingenuo, social y totalmente domesticado. Ha vivido toda su vida en Moose Lake, un pequeño pueblo en Minnesota, Estados Unidos, siendo mascota de su dueña Linda sin haber aprendido a volar, pero hace muchas cosas no muy comunes de su especie, hasta que se entera de que él es el último macho de su especie y que debe viajar a Río de Janeiro, Brasil, para juntarse con la última hembra, Perla, y al instante se enamora de ella, pero al no saber volar tendrá que hacer lo que pueda para aventurarse a un inesperado viaje e ir relacionándose con Perla hasta que ambos terminen siendo una pareja y padres de tres hijos.
- Anne Hathaway como Perla: Una hermosa guacamaya azul ruda y de espíritu libre. Al conocer a Blu, no se lleva muy bien con él al principio ya que, a diferencia de este, odia a los humanos y ama volar libremente. Pero después de que los encadenen a ambos, se verá obligada a desplazarse caminando hasta poder quitársela y a medida que va conociendo mejor a Blu, se enamora de él considerablemente hasta que terminan siendo pareja y padres de tres hijos.
- Jemaine Clement como Pepillo: El principal antagonista de la película, es una cacatúa que odia a las aves exóticas (debido a que un loro le quitó el puesto de estrella hace años) y se dedica al contrabando de las mismas. Su nombre era Nigel. Él persigue a Blu y a Perla en su aventura por la ciudad de Río para capturarlas y llevarlas con los traficantes de aves.
- Jamie Foxx como Nico: Un canario amante del carnaval que siempre usa una tapa de refresco como sombrero. Ama la música y la samba, él acompaña a Blu y a Perla en su aventura. Su mejor amigo y compañero musical es Pedro y siempre van juntos a donde sea.
- Will.i.am como Pedro: Un cardenal, mejor amigo y compañero musical de Nico. Le gusta bailar samba al estilo Hip-Hop y acompaña a Blu y Perla en su viaje por la ciudad de Río.
- George López como Rafael: Un tucán toco relajado y optimista, que intenta hacer cualquier cosa para tomar un descanso de su irritante esposa y sus 17 traviesos y destructivos hijos. Él acompaña a Blu y a Perla en su aventura para ayudarles a quitarles la cadena que llevan en sus patas
- Tracy Morgan como Luis: Un simpático bulldog experto en herramientas, constantemente anda babeando sobre las aves y a pesar de ser amigo de ellas, muchas veces sueña con devorarlas.
- Leslie Mann como Linda: Una humana que cuidó y crio a Blu durante 15 años hasta que conoce a un ornitólogo llamado Túlio, que le dice que debe viajar a Río junto a Blu para que este se junte con la última hembra. Ella es una fanática de las aves, especialmente de los guacamayos azules.
- Rodrigo Santoro como Túlio: Un ornitólogo que siente un profundo amor por las aves. Él viaja junto a Linda y Blu para que este último se junte con Perla, la última hembra de su especie. Se enamora de Linda pero nunca lo dice.
- Jake T. Austin como  Fernando: Un niño brasileño huérfano y pobre que captura a Blu y Perla y se las lleva a los traficantes de aves ya que necesita dinero, pero al final se arrepiente de esto y decide ayudar a Túlio y a Linda a encontrar a las aves. Finalmente, es adoptado por Túlio y Linda y los tres forman una familia.
- Carlos Ponce, Davi Vieira y Carlos Roldan como Marcel, Armando y Tipa: Son tres traficantes de aves torpes y estúpidos (excepto Marcel al ser el líder) que capturan a Blu y a Perla, y planean vender a las aves que tienen fuera de Brasil. En los créditos se ve que fueron llevados a la cárcel. Su líder Marcel es el antagonista en las sombras por delante de su lacayo Pepillo.
- Bebel Gilberto como Eva: Es una tucán pico de quilla y esposa de Rafael.
- Jane Lynch como Alice: Un ganso de Canadá que vive en "Moose Lake", molesta a Blu al principio.
- Wanda Sykes como Chloe: Un ganso de Canadá que vive en "Moose Lake", molesta a Blu al principio.

## Doblaje
| Personaje     | Actor original ( Estados Unidos) | Actor de doblaje · ( México) | Actor de doblaje · ( España) |
| ------------- | -------------------------------- | ---------------------------- | ---------------------------- |
| Blu           | Jesse Eisenberg                  | Moisés Iván Mora             | Roger Pera                   |
| Perla         | Anne Hathaway                    | Yadira Aedo                  | Graciela Molina              |
| Rafael        | George López                     | Gabriel Pingarrón            | Rafael Calvo                 |
| Pepillo/Nigel | Jemaine Clement                  | Humberto Solórzano           | Jordi Ribes                  |
| Pedro         | Will.i.am                        | Rubén Cerda                  | Eduard Farelo                |
| Nico          | Jamie Foxx                       | Mario Filio                  | Manuel Osto                  |
| Luis          | Tracy Morgan                     | Eduardo Giaccardi            | José Luis Mediavilla         |
| Eva           | Bebel Gilberto                   | Andrea Rodríguez Guerrero    | José Luis Mediavilla         |
| Linda         | Leslie Mann                      | Rosalba Sotelo               | Montse Miralles              |
| Tulio         | Rodrigo Santoro                  | José Luis Reza Arenas        | Pep Papell                   |
| Fernando      | Jake T. Austin                   | José Antonio Toledano        | Rafael Calvo(II)             |
| Marcel        | Carlos Ponce                     | Raúl Anaya                   | Pere Molina                  |
| Armando       | Davi Vieira                      | Ricardo Tejedo               | Eduard Doncos                |
| Tipa          | Carlos Roldan                    | Eduardo Garza                | Juan Antonio Soler           |
| Mauro         | Francisco Ramos                  | José Antonio Macías          | Aleix Estadella              |

## Otros animales
Varias aves exóticas aparecen bailando volando, enjauladas o libres, entre ellas fragatas, espátulas rosadas, garzas blancas, guacamayos rojos, guacamayos azul y amarillo, tucanes, loros, guacamayos guaruba, loros de cabeza amarilla, entre otras. También se aprecia a una tángara roja migratoria y unos ibis escarlata, que aparecen al final. La primera ave que aparece en la película es un saltarín cola de alambre.
Unos gansos canadienses aparecen burlándose de Blu al principio. Los guacamayos guaruba del principio iban a aparecer en la secuela como la familia Weitendorf, liberadas de un zoológico alemán; los vecinos de Blu y Perla. Sus conformantes eran Friesshart (padre), Helga (madre), Cornelia (primogénita) y Klaus (hermano menor), pero los directores los retiraron del proyecto tras la muerte de Don Rhymer.
Hay un murciélago enjaulado junto a varias aves. También aparece una tarántula gigante y una rana cazando una luciérnaga que termina siendo devorada por una serpiente. También un ave verde, miedosa que es convencida por Pepillo al preguntarle dónde estaban Blu y Perla.
Una pequeña paloma aparece al principio de la película buscando calor en un semáforo.
Una tángara azulinegra aparece entre una jaula llena de saltarines cola de alambre.

## Producción
Carlos Saldanha, codirector de Ice Age y director de Ice Age: The Meltdown y Ice Age: Dawn of the Dinosaurs, tuvo la idea inicial para la película en 2005, con un argumento que involucraba a un pingüino que llegaba a las playas de Ipanema; sin embargo, esta historia fue modificada tras enterarse de la producción de Happy Feet y Surf's Up, dos películas también centradas en pingüinos. En 2006, presentó la idea a Chris Wedge en Blue Sky Studios. Para el desarrollo, Saldanha proporcionó a los animadores mapas y libros con referencias geográficas y medidas, que sirvieron para construir una versión digital de Río de Janeiro. Posteriormente, un grupo de artistas de la compañía visitó la ciudad para conocer personalmente las diversas locaciones de la historia. Además, los animadores consultaron a un experto en guacamayos en el Bronx Zoo para obtener información detallada sobre sus movimientos y comportamientos. Saldanha, oriundo de Río de Janeiro, incorporó elementos de la cultura brasileña y sitios emblemáticos en la película, basados en su experiencia personal.
Los actores principales de voz incluyen a Jesse Eisenberg, Anne Hathaway y Jamie Foxx, así como al artista musical will.i.am, la actriz cómica Leslie Mann, el actor y músico Jemaine Clement, el actor brasileño Rodrigo Santoro, el actor cómico George López y el humorista Tracy Morgan. Jemaine Clement fue elegido para interpretar a Nigel luego de que los productores vieran pruebas de su personaje haciendo un discurso basado en Flight of the Conchords, incluso antes de finalizar el guion. Neil Patrick Harris estaba inicialmente previsto para doblar a Blu, pero debido a otros compromisos fue reemplazado por Jesse Eisenberg. Eisenberg aceptó participar tras ser invitado durante la filmación de The Social Network, y describió la experiencia como un "antídoto perfecto" para cambiar el tono de su personaje severo en esa película.
Además, Saldanha y su equipo de Blue Sky Studios contaron con la colaboración de artistas como will.i.am, Jamie Foxx, Bebel Gilberto, Taio Cruz, Jemaine Clement, Ester Dean, Sidea Garrett y el aclamado percusionista brasileño, Carlinhos Brown, junto con el compositor cinematográfico John Powell, todos bajo la dirección de la leyenda musical brasileña y productor musical ejecutivo de Río, Sérgio Mendes.
Jesse Eisenberg y Anne Hathaway, quien prestó su voz a Perla, habían trabajado juntos previamente cuando adolescentes en la serie de televisión Get Real (1999), donde interpretaron a hermanos. Hathaway mencionó en una entrevista que no tuvo contacto frecuente con Eisenberg durante la producción de Río, excepto de manera social, y expresó estar contenta por el éxito alcanzado por él.

## Recepción
La película resultó ser un éxito taquillero recaudando 484 millones de dólares en todo el mundo, convirtiéndose en una de las películas más taquilleras del 2011. A su vez tuvo una buena recepción crítica.

## Premios y nominaciones
| Año  | Galardón                           | Categoría                                                             | Candidato(s)                                                          | Resultado |
| ---- | ---------------------------------- | --------------------------------------------------------------------- | --------------------------------------------------------------------- | --------- |
| 2012 | Óscar (2011)                       | Mejor canción original, "Real in Rio"                                 | Sérgio Mendes Carlinhos Brown Siedah Garrett                          | Nominada  |
| 2012 | Gran Premio del Cine Brasileño     | Mejor película en lengua extranjera elegida por la audiencia          | Carlos Saldanha                                                       | Ganador   |
| 2012 | Premios Annie                      | Mejor animación de personajes en una producción de largometrajes      | Jeff Gabor                                                            | Ganador   |
| 2012 | Premios Annie                      | Mejor diseño de personajes en una producción de largometrajes         | Sergios Pablos                                                        | Nominados |
| 2012 | Premios Annie                      | Dirección en una producción de largometraje animado                   | Carlos Saldanha                                                       | Nominados |
| 2012 | Premios Annie                      | Mejor música en una producción de largometraje animado                | Mikael Mutti Siedah Garrett Carlinhos Brown Sérgio Mendes John Powell | Nominados |
| 2012 | Premios Annie                      | Diseño de producción en una producción de largometrajes animados      | Thomas Cardone Kyle MacNaughton Peter Chan                            | Nominados |
| 2012 | Premios Annie                      | Mejor interpretación de voz en una producción de largometraje animado | Jemaine Clement                                                       | Nominados |
| 2012 | 38th People's Choice Awards        | Voz animada de película favorita                                      | Anne Hathaway                                                         | Nominados |
| 2012 | 2011 Teen Choice Awards            | Voz animada de película favorita                                      | Anne Hathaway                                                         | Nominados |
| 2012 | Kids' Choice Awards 2012           | Película de animación favorita                                        |                                                                       | Nominados |
| 2012 | 38th Saturn Awards                 | Mejor película animada                                                |                                                                       | Nominados |
| 2012 | 10th Visual Effects Society Awards | Personaje animado excepcional en una película animada                 | Diana Diriwaechter, Sang Jun Lee, Sergio Pablos, Aamir Tarin          | Nominados |

## Mercadotecnia

### Banda sonora
El 18 de marzo de 2011, el cantautor Taio Cruz de  Brazilian-English lanzó un video musical y un tema musical llamado "Telling the World" en YouTube para la banda sonora.
 Rio: Music from the Motion Picture  fue lanzado en los Estados Unidos por 20th Century Fox el 29 de marzo de 2007, para  descarga digital y por Interscope Records el 5 de abril de 2007, en formato de CD de audio.

| N.º   | Título                                   | Artista                                                                                                 | Duración |  |
| 1.    | «Real in Rio»                            | Jesse Eisenberg, Jamie Foxx, Anne Hathaway, George Lopez, will.i.am, and The Rio Singers with Hollywood | 3:48     |  |
| 2.    | «Let Me Take You to Rio (Blu's Arrival)» | Ester Dean, Carlinhos Brown                                                                             | 1:54     |  |
| 3.    | «Más que Nada» (2011 Rio Version)        | Sérgio Mendes featuring Gracinha Leporace                                                               | 2:44     |  |
| 4.    | «Hot Wings (I Wanna Party)»              | will.i.am, Jamie Foxx, Anne Hathaway                                                                    | 2:16     |  |
| 5.    | «Pretty Bird»                            | Jemaine Clement                                                                                         | 2:04     |  |
| 6.    | «Fly Love»                               | Jamie Foxx                                                                                              | 2:39     |  |
| 7.    | «Telling the World»                      | Taio Cruz                                                                                               | 3:33     |  |
| 8.    | «Funky Monkey»                           | Siedah Garrett, Carlinhos Brown, Mikael Mutti, Davi Vieira                                              | 2:24     |  |
| 9.    | «Take You to Rio» (Remix)                | Ester Dean                                                                                              | 3:26     |  |
| 10.   | «Balanço Carioca»                        | Mikael Mutti                                                                                            | 3:01     |  |
| 11.   | «Sapo Cai»                               | Carlinhos Brown, Mikael Mutti                                                                           | 2:46     |  |
| 12.   | «Samba de Orly»                          | Bebel Gilberto                                                                                          | 2:49     |  |
| 13.   | «Valsa Carioca»                          | Sérgio Mendes                                                                                           | 2:35     |  |
| 14.   | «Forró da Fruta» (Bonus Track)           | Carlinhos Brown, Mikael Mutti                                                                           | 2:12     |  |
| 15.   | «Say You, Say Me»                        | Lionel Richie                                                                                           | 4:02     |  |
| 42:02 |                                          | |          |  |

### DVD
El 1 de septiembre de 2011 salió el DVD y Blu-ray de Río. Este DVD contiene una escena eliminada del video musical Telling the World de Taio Cruz.

### Videojuego
Un día antes del estreno de la película, fue publicado un videojuego basado en esta.

## Franquicia ampliada

### Secuela
Una secuela, Río 2, fue lanzada el 4 de abril de 2014. Carlos Saldanha, el creador y director de la primera película, regresó como director. Todo el elenco principal, incluidos Anne Hathaway, Jesse Eisenberg, Jemaine Clement, Jamie Foxx, will.i.am, Tracy Morgan, George Lopez, Jake T. Austin, Leslie Mann y Rodrigo Santoro, repitieron sus papeles. El nuevo elenco incluye a Andy García, Bruno Mars, Kristin Chenoweth, Rita Moreno, Amandla Stenberg, Rachel Crow, Pierce Gagnon y Natalie Morales. La secuela sigue a Blu, Perla y sus tres hijos en una aventura en el  Amazonas donde tratan de vivir como pájaros reales. Finalmente, encuentran al padre perdido de Perla, Eduardo, quien está escondido con una tribu de otros Guacamayos de Spix. Al principio todo parece perfecto, pero Blu tiene problemas para adaptarse a la naturaleza. Finalmente, descubren que el Amazonas está amenazado y que el antiguo némesis de Blu y Perla, Nigel la cacatúa, ha vuelto para vengarse.

### Posible tercera entrega
El director Carlos Saldanha ha mantenido abierta la posibilidad de "Río 3". En abril de 2014, declaró: "Por supuesto, tengo muchas historias que contar, así que estamos empezando a prepararnos para ello".
Sin embargo Blue Sky Studios cerro el 7 de abril de 2021, que no es necesario hacer una tercera parte de la franquicia de Río.
Una posible secuela fue mencionada por Carlos Saldanha en 2014:
Todavía es un poco pronto para pensar en “Río 3”. Ya estoy esperando a ver qué dirá la audiencia sobre "Rio 2". Pero sí, seguro, todavía tengo muchas historias que contar con estos pájaros, así que estamos motivados para preparar una nueva secuela. Porque amamos mucho a estos personajes y tengo muchas ideas en la cabeza, cosas que no podría poner en 'Río 2'. Entonces, no lo sé todavía. Veremos qué nos depara el futuro ...
En diciembre de 2017, anunció el progreso de Río 3: Hablamos entre nosotros "Río 3", y hemos avanzado un poco. Pero será para mucho más tarde. Ahora mismo el estudio está a pleno rendimiento. No puede darse el lujo de lanzar más de una 'película' al año.
Mientras promocionaba The Ice Age Adventures of Buck Wild, Disney reveló que una tercera película de Rio está oficialmente en desarrollo con 20th Century Animation. Jim Hect escribirá el guion.

### Posiblespin-off
El 25 de octubre de 2019, después de la adquisición de 21st Century Fox por parte de Disney, se anunció que se estaba desarrollando un spin-off centrado en Nico y Pedro para Disney+.

### Río: La experiencia 4-D
Rio: The 4-D Experience es una película 4D de 12 minutos que se muestra en varios cines 4-D de todo el mundo. Producida por SimEx-Iwerks, se estrenó el 27 de septiembre de 2013 en el Zoológico de San Diego Teatro 4-D. Desde el 24 de mayo de 2014, se muestra en el 5D Cinema en el revivido Kentucky Kingdom. Desde julio de 2014, se muestra en el 4D Special FX Theatre en Moody Gardens. Y desde el 25 de octubre de 2014, se muestra en el  Roxy Theatre en Warner Bros. Movie World.